# Lista de filmes portugueses de 1995
Lista de filmes portugueses de longa-metragem lançados comercialmente em Portugal em 1995, nas salas de cinema.
Notas: Na secção coprodução, passando o cursor sobre a bandeira aparecerá o nome do país correspondente.
| # | Filme              | Realização            | Género         | Estreia         | Coprodução                  |
| - | ------------------ | --------------------- | -------------- | --------------- | --------------------------- |
| 1 | Adão e Eva         | Joaquim Leitão        | Drama          | 22 de dezembro  | França · Espanha            |
| 2 | Casa de Lava       | Pedro Costa           | Drama          | 10 de fevereiro | França · Alemanha           |
| 3 | Eternidade         | Quirino Simões        | Drama          | 25 de agosto    | Brasil                      |
| 4 | O Miradouro da Lua | Jorge António         | Drama          | 10 de março     | Angola                      |
| 5 | Paraíso Perdido    | Alberto Seixas Santos | Drama          | 10 de novembro  | —                           |
| 6 | Ao Sul             | Fernando Matos Silva  | Drama          | 2 de setembro   | Suíça                       |
| 7 | Terra Fria         | António Campos        | Drama          | 1 de dezembro   | França · Espanha            |
| 8 | Viagem a Lisboa    | Wim Wenders           | Drama, musical | 12 de maio      | Alemanha · França · Espanha |